# The Phantom Agony
The Phantom Agony е дебютният студиен албум на холандската симфонична метъл група Epica.

## Списък на песните
1. Adyta (The Neverending Embrace) – 1:26
2. Sensorium – 4:48
3. "Cry for the Moon (The Embrace That Smothers, Part IV)" – 6:44
4. "Feint" – 4:19
5. Illusive Consensus – 5:00
6. "Façade of Reality (The Embrace That Smothers, Part V)" – 8:12
7. Run for a Fall – 6:32
8. Seif al Din (The Embrace That Smothers, Part VI) – 5:47
9. "The Phantom Agony" – 9:01
10. "The Phantom Agony (сингъл версия, бонус трак за някои издания)" – 4:34

## The Embrace That Smothers
В този албум, Марк Янсен продължава с колекцията от песни които са част от The Embrace That Smothers.
Първите три части могат да бъдат открити в Prison of Desire (2000), дебютния албум на After Forever,
а следващите три части в The Divine Conspiracy (2007), четвъртия албум на Epica.
Текстовете на тези песни се отнасят до опасностите от организираната религия.

## Теми
Лириките в този албум са най-често базирани на действителни събития, които са се случили по време на писането на албума.
- Cry for the Moon е базирана на изнасилванията на деца от католически свещеници.